# Stortorgskällaren

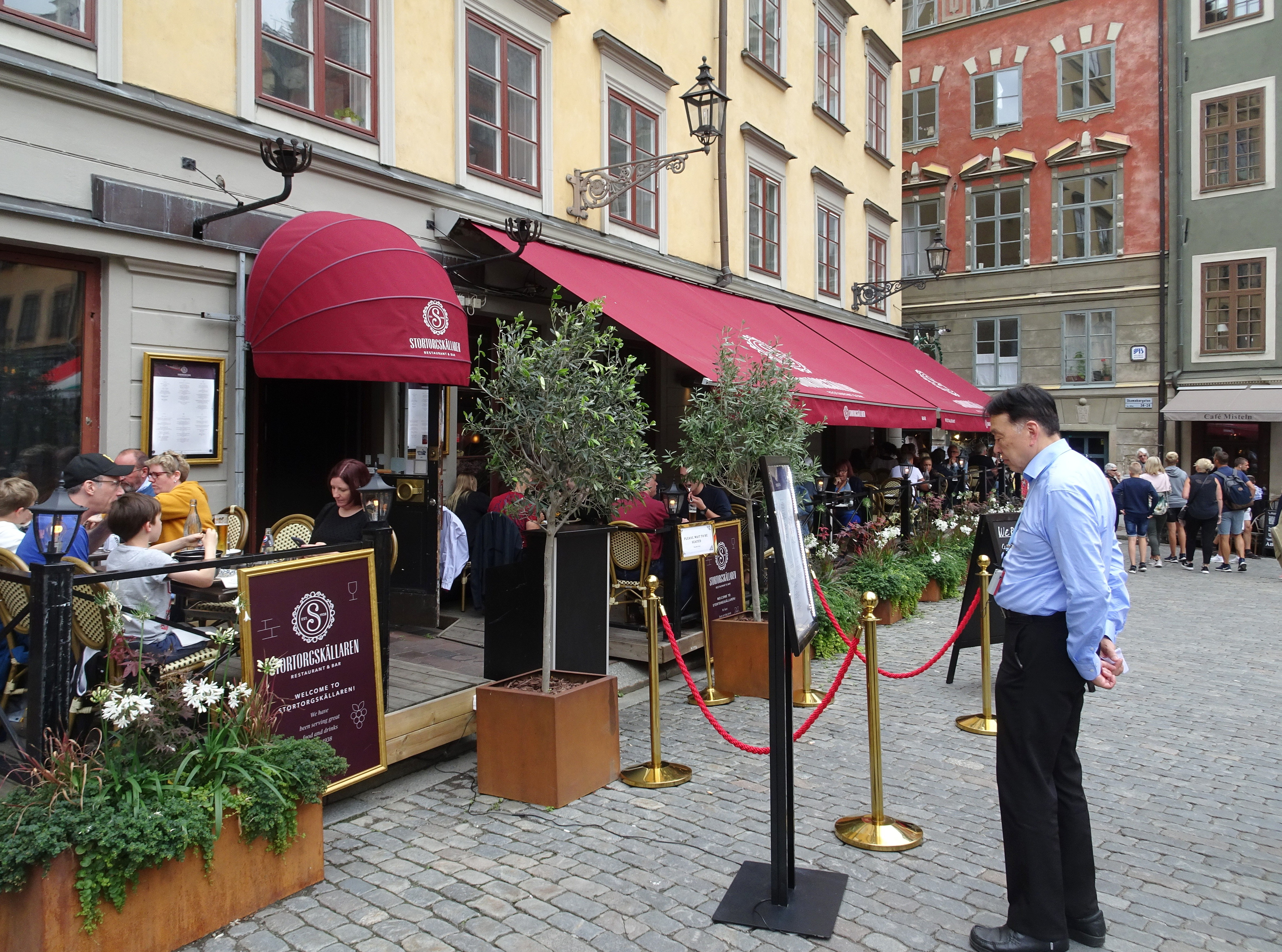
Stortorgskällaren i augusti 2019.

Stortorgskällaren är en anrik restaurang på Stortorget 7 i Gamla stan i Stockholm. Restaurangen finns här sedan 1938, men har bytt namn några gångar och i de medeltida källarvalven låg på 1500-talet möjligtvis krogen Spanska Druvan.

## Historik

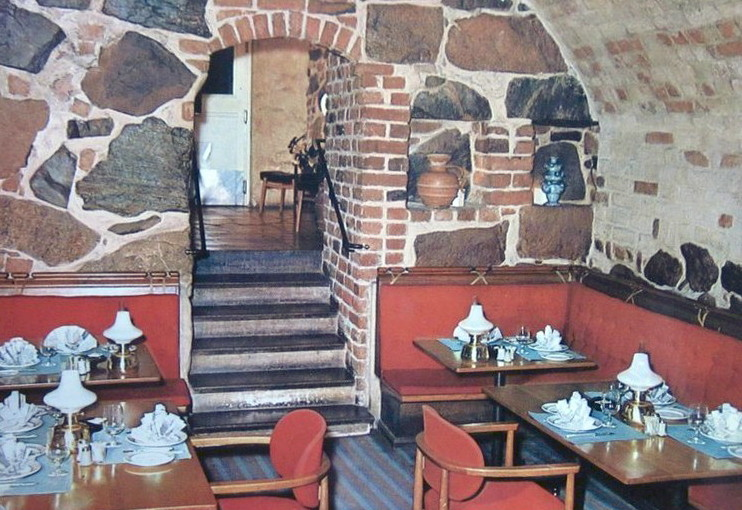
Fratis källare, 1960-tal.

Nuvarande huset i kvarteret Ceres byggdes på 1700-talet men förändrades fullständigt 1937–1939, dock med bevarade och restaurerade källarvalv från 1500-talet. 1938 flyttade Stortorgskällaren in, verksamhetens första direktör var M. Rickberg. Byggnaden blev känd både genom restaurangen med sin flaggskylt på hörnet Stortorget / Skomakargatan och Kanonkulan som sitter i fasaden ovanför, vilken gav den delen av kvarteret Ceres namnet Huset Kulan.
Under huset ligger några av Stockholms äldsta bevarade källarvalv. Det är troligt att det redan på 1500-talet fanns en vinkällare, den under Johan III:s tid välkända Spanska Druvan. På 1700-talet låg här en möbelverkstad och butik som ägdes av den från Tyskland invandrade möbelhandlaren Carl Adolph Grevesmühl. Han var husets byggherre och det var förmodligen han som lät mura in kanonkulan.
I början av 1800-talet inhyste fastigheten Ceres 11 (Stortorget 7) troligen krogen Nya Hamburg som drevs av krögaren I. Hellström. Under 1960- och 1970-talen bytte Stortorgskällaren namn till Fratis Källare där källarmästaren Luciano Frati hade en av sina tre Stockholmsrestauranger. 1989 ändrades namnet till Pizzeria Fratis Ristorante.
År 2015 flyttade restaurangen Ebenist in i lokalerna och blev systerkrog till grannen Pharmarium. Ebenist var känd för bland annat sina julbord där Plura Jonsson stod vid spisen. I maj 2019 slog Stortorgskällaren under sitt eget namn och nyrenoverat åter upp portarna. Verksamheten bedrivs av Charbel Hammos, delägare till både Stortorgskällaren och intilliggande Pharmarium.

## Historiska bilder

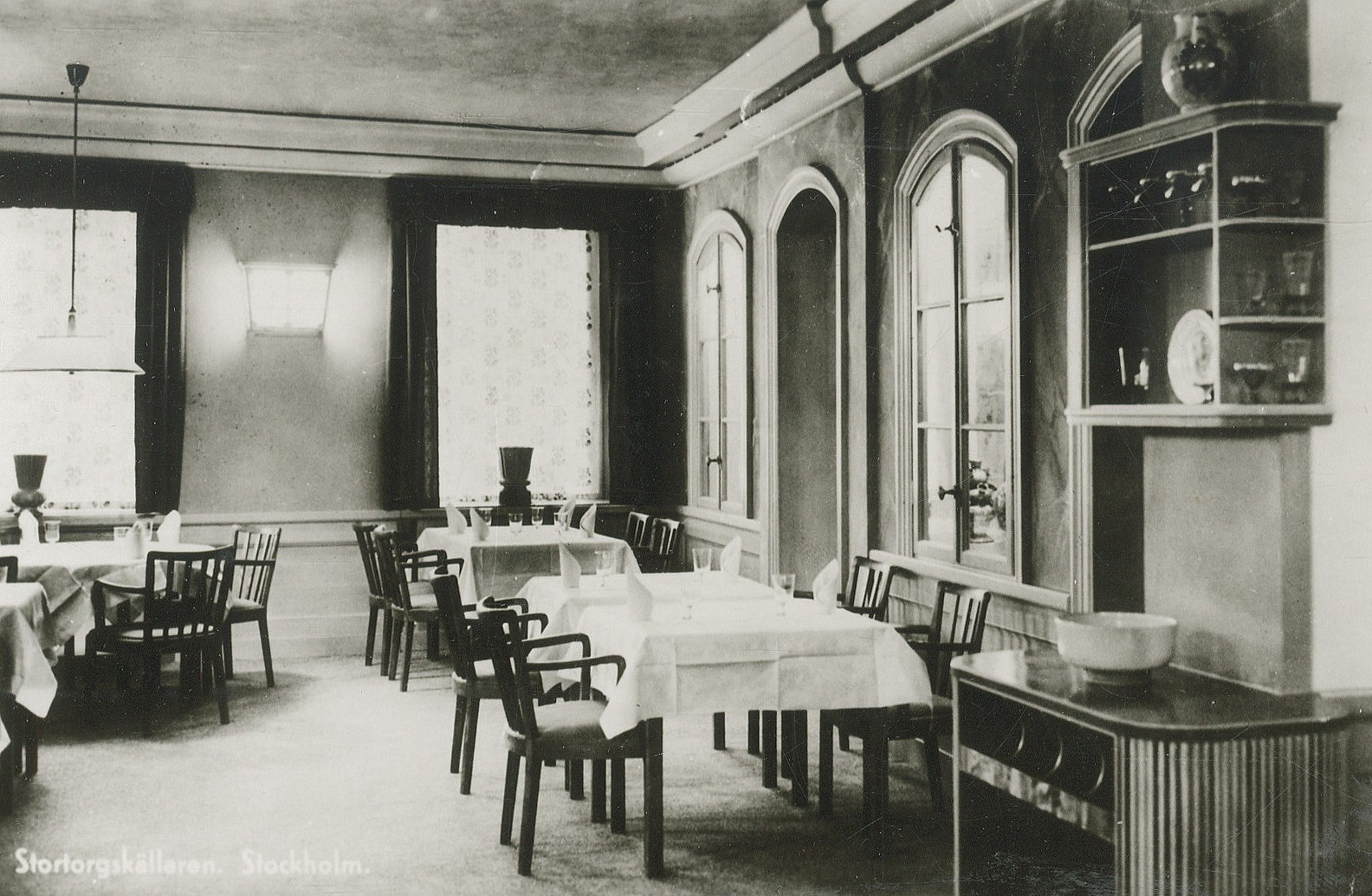
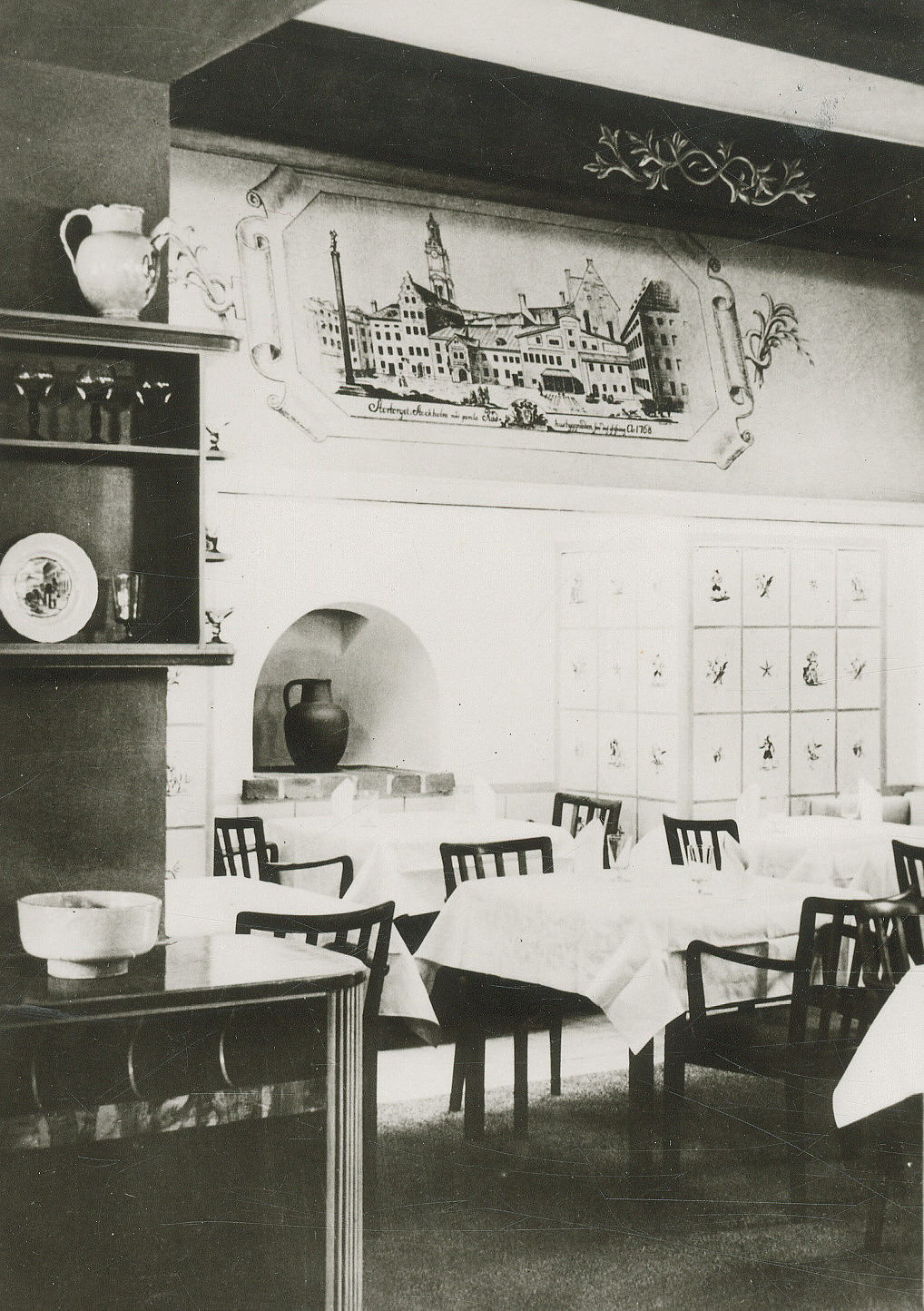
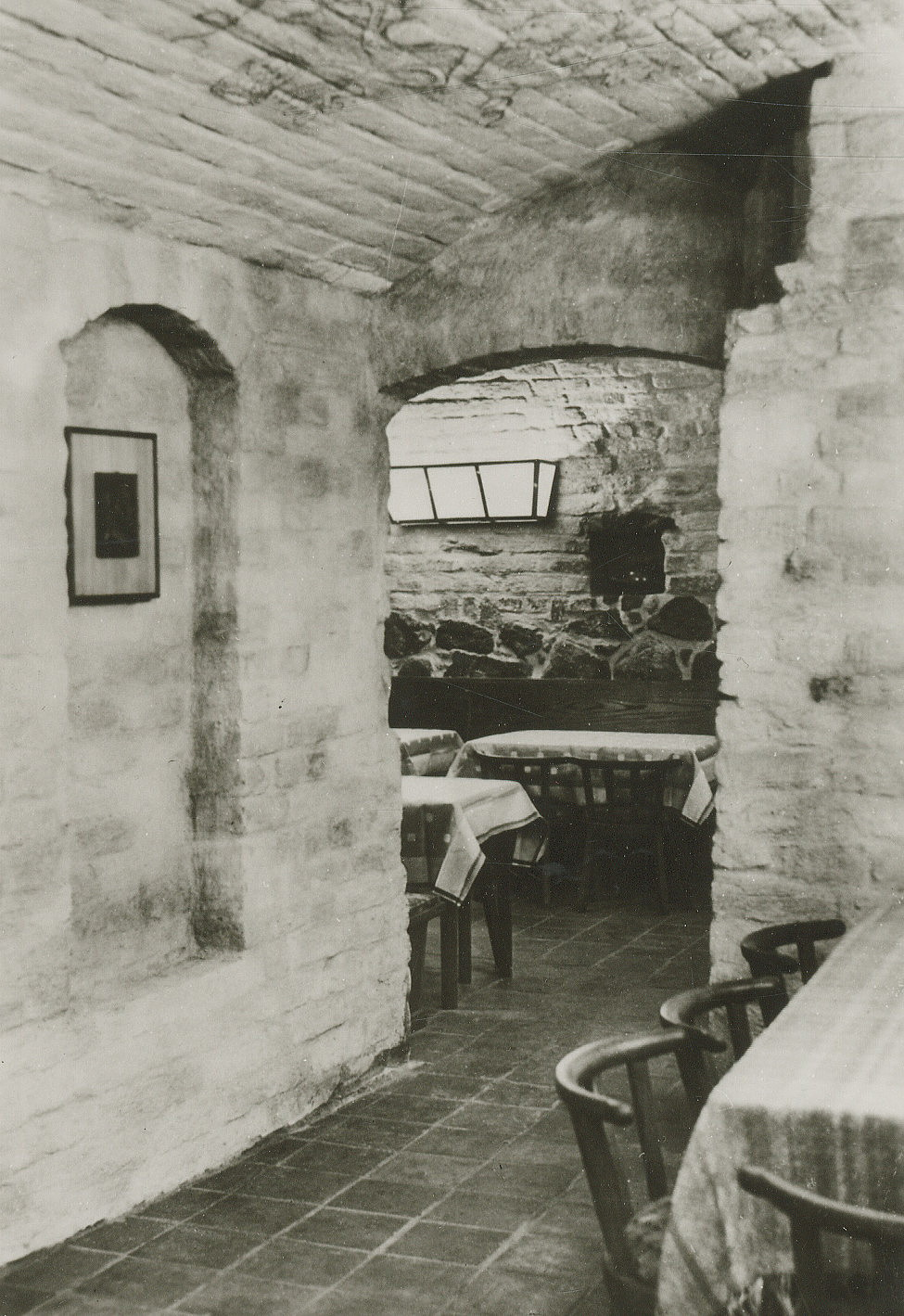
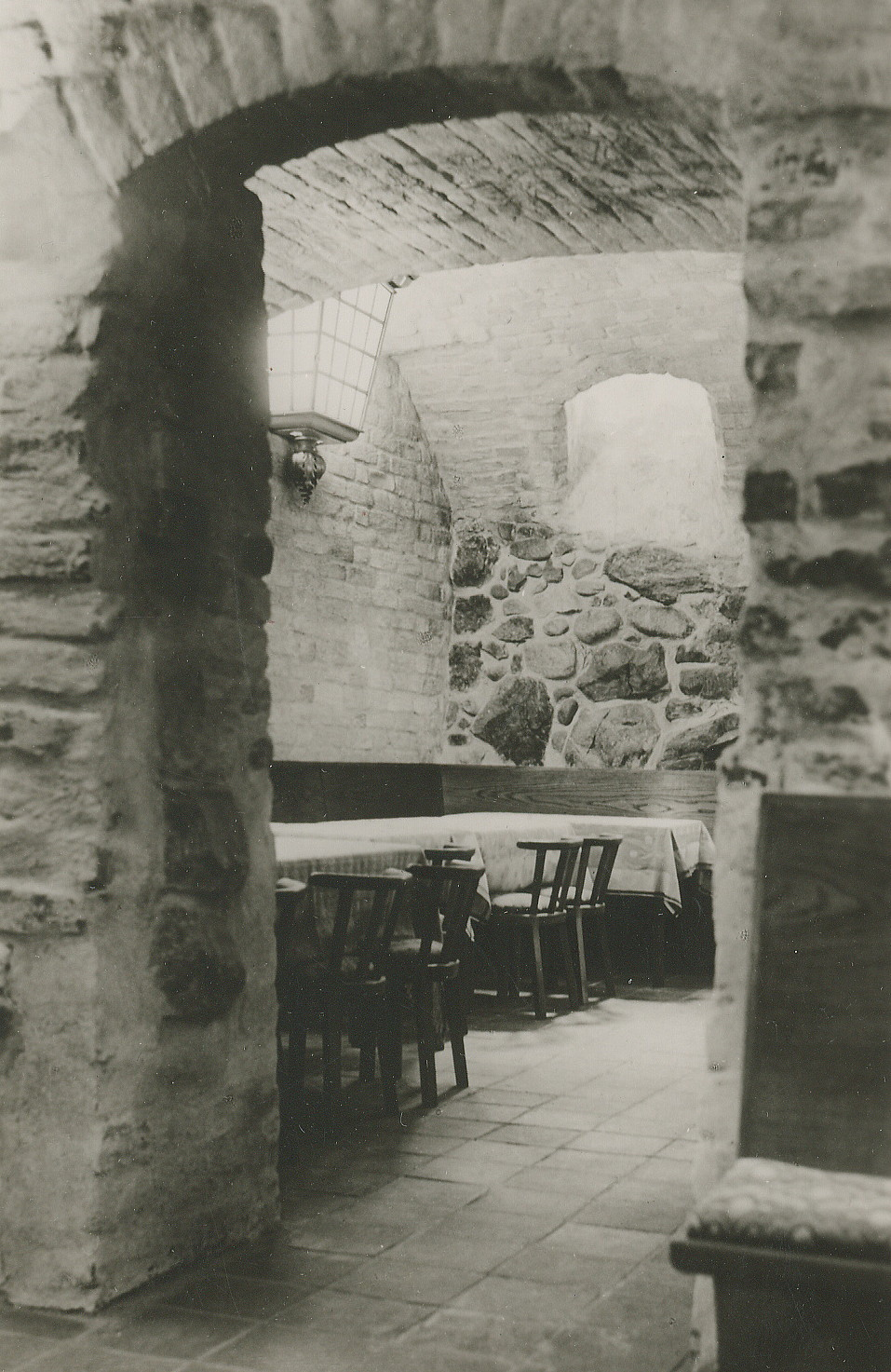
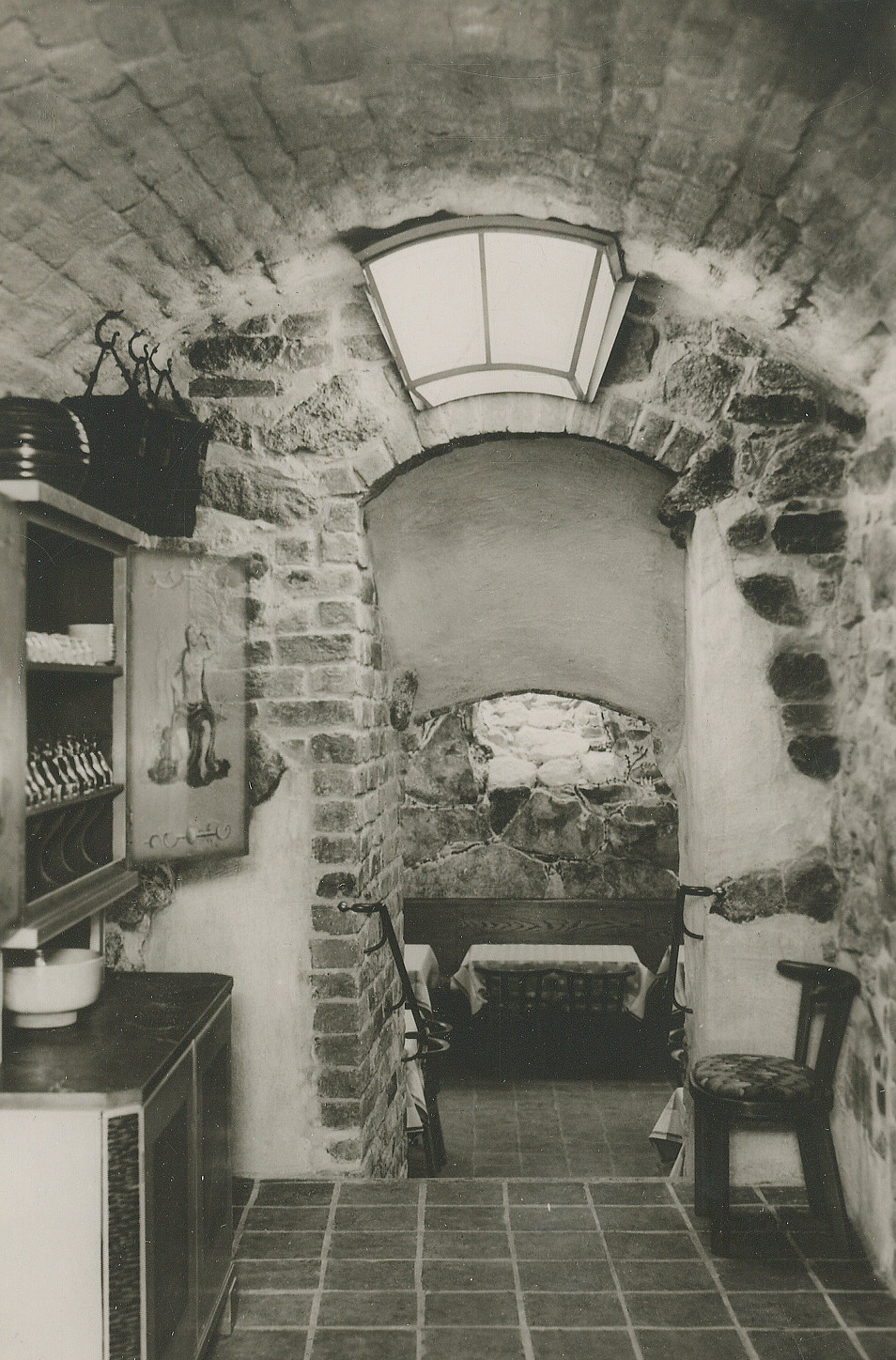
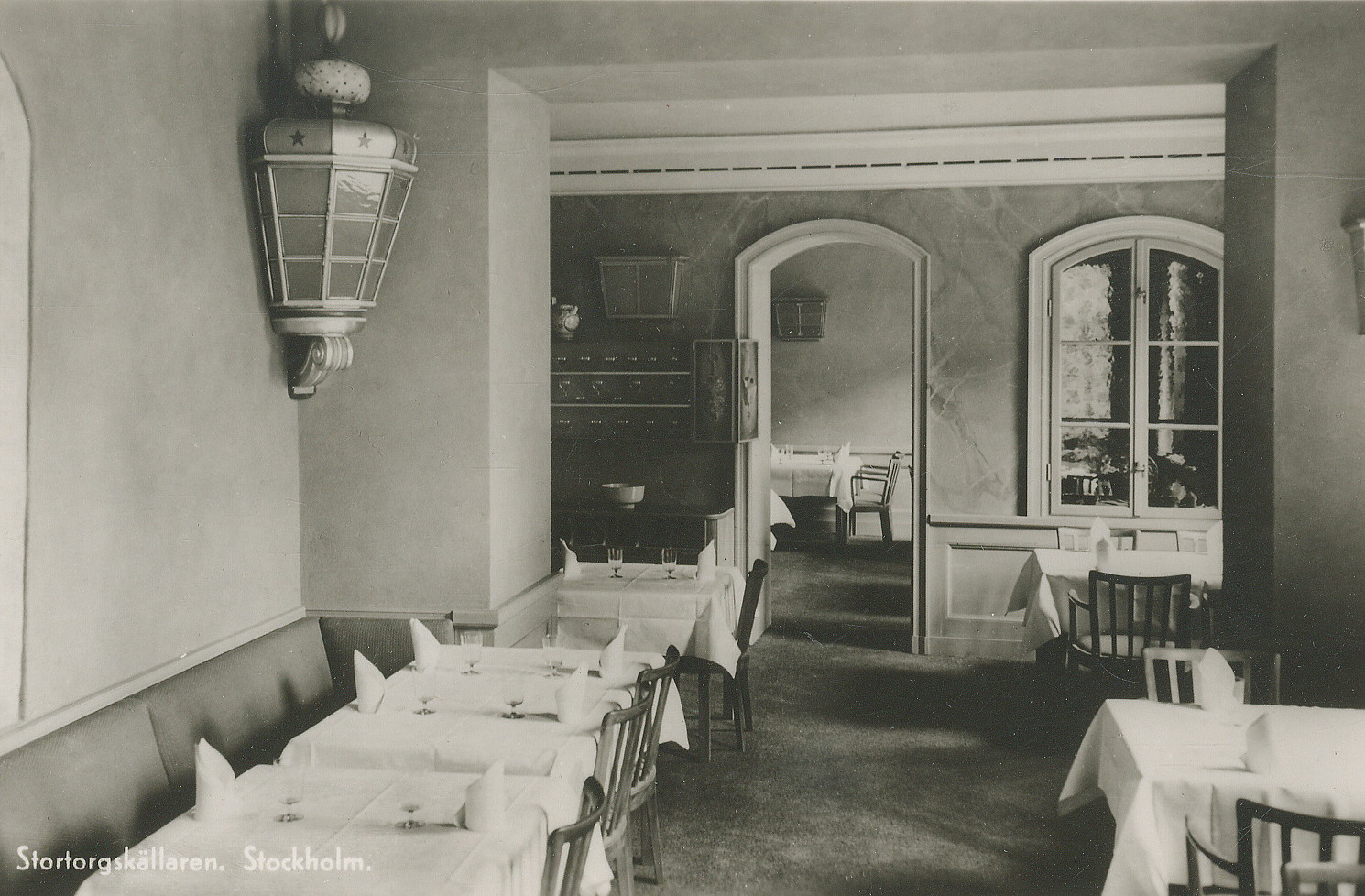